# Temnorhynchus cribratus
Temnorhynchus cribratus är en skalbaggsart som beskrevs av Bates 1884. Temnorhynchus cribratus ingår i släktet Temnorhynchus och familjen Dynastidae. Utöver nominatformen finns också underarten T. c. freyi.